# Закульта
Заку́льта — село на западе Хилокского района Забайкальского края России, центр сельского поселения «Закультинское».

## География
Село Закульта расположено на правом берегу реки Хилок, на линии Забайкальской железной дороги, в 60 км западнее города Хилок.

## История
В конце XIX — начале XX века на месте села находилось несколько бурятских улусов. Село было основано в 1910 году. Население занималось сельским хозяйством в коммуне «Шэнэ байдал», колхозах «Красный колос», им. Н. С. Хрущёва, «Дружба». В 1991 в селе работало отделение совхоза «Сосновский».

## Население
Численность населения села в 2002 году составляла 509 чел., в 2011 — 484. Основное занятие жителей — обслуживание железной дороги, а также сельскохозяйственное производство в коллективном и личных подсобных хозяйствах. В селе функционируют администрация, школа, детский сад, почта, фельдшерский пункт, дом культуры, несколько частных магазинов, частная хлебопекарня.
| 2010 | 2021 |
| ---- | ---- |
| 473  | ↘373 |

## Улицы
- ул. Школьная
- ул. Кооперативная
- ул. Новая
- ул. Солнечная
- ул. Трактовая